# Bozimir Davidov
Bozimir Davidov (o Bozimir Davidoff) ( 5 de marzo de 1870 - 1927 ) fue un botánico búlgaro . Participó en la redacción de Flora Bulgariens. Y fue profesor en Samokov, Sofía.

## Honores

### Eponimia
- (Asteraceae) Jacea davidovii (Urum.) Holub[2]

- (Boraginaceae) Anchusa davidovii Stoj.[3]

- (Colchicaceae) Colchicum davidovii Stef.[4]

- (Poaceae) Koeleria davidovii (Acht.) Kožuharov[5]

- (Scrophulariaceae) Verbascum davidoffii Murb.[6]

- La abreviatura «Davidov» se emplea para indicar a Bozimir Davidov como autoridad en la descripción y clasificación científica de los vegetales.[7]